# Thymoites pictipes
Thymoites pictipes är en spindelart som först beskrevs av Banks 1904.  Thymoites pictipes ingår i släktet Thymoites och familjen klotspindlar. Inga underarter finns listade i Catalogue of Life.